# Bethylus
Bethylus – rodzaj błonkówek z rodziny płaszczykowatych i podrodziny Bethylinae. Obejmuje 38 opisanych gatunków.

## Morfologia
Błonkówki o małych i średnich jak na przedstawicieli rodziny rozmiarach. U większości gatunków w przypadku obu płci występuje wielopostaciowość skrzydeł (pterygopolimorfizm), tj. spotykane są formy długoskrzydłe, krótkoskrzydłe i mikropteryczne.
Głowa u form długoskrzydłych jest zaopatrzona w dobrze rozwinięte oczy złożone oraz przyoczka. Czułki mają biczyki zbudowane z dziesięciu członów. Nadustek ma niewielką długość i pozbawiony jest silnego kątowego zagięcia. Aparat gębowy cechuje się krótkimi i grubymi żuwaczkami o czterech (u form mikropterycznych trzech) ostrych zębach wierzchołkowych, zbudowanymi z pięciu członów głaszczkami szczękowymi oraz dwuczłonowymi głaszczkami wargowymi.
Mezosoma zawsze pozbawiona jest notaulusów, występuje natomiast bruzda parapsydialna. Przednia część tarczy śródplecza (łac. anteromesoscutum) jest krótka. Dużych rozmiarów przedpiersie jest rombowate. Mezopleury są małe. Kompleks metapektalno-propodealny cechuje się obecnością listewek bocznych i brakiem środkowej listewki metapostnotalnej. U form długoskrzydłych użyłkowanie skrzydła przedniej pary charakteryzuje się brakiem prestigmy, obecnością trzech zamkniętych komórek, tj. R, 1Cu i C oraz szczytowo otwartą komórką 2R1.
Pomostek pozbawiony jest listewki brzusznej. U obu płci na metasomie widocznych jest osiem tergitów i tyle samo sternitów. Hypopygium samca ma dwupłatową krawędź tylną. Genitalia samca charakteryzują się podwojonymi, całkowicie podzielonymi na ramiona grzbietowe i brzuszne paramerami. U samicy pokładełko przekształcone jest w żądło; jego drugi walwifer cechuje się niepowiększoną okolicą nasadową drugiej gałęzi oraz smukłym wyrostkiem proksymalnym.

## Ekologia i występowanie
Owady te są zewnętrznymi parazytoidami niewielkich gąsienic motyli z rodzin kraśnikowatych, trociniarkowatych, skośnikowatych, pochwikowatych, Agonoxenidae, Cosmopterigidae i Olethreutidae oraz larw chrząszczy z rodziny łyszczynkowatych.
Przedstawiciele rodzaju rozmieszczeni są w krainach nearktycznej i palearktycznej.

## Taksonomia
Takson ten wprowadził w 1802 roku Pierre-André Latreille. Omalus fuscicornis gatunkiem typowym wyznaczony został w 1944 roku. Według wyników analiz filogenetycznych Magna S. Ramosa i Celsa O. Azevedy z 2020 roku oraz  Diega N. Barbosy i Gabriela A.R. Melo z 2023 roku omawiany rodzaj zajmuje pozycję siostrzaną dla Afrobethylus, tworząc z nim klad siostrzany dla rodzaju Sierola.
Do rodzaju tego zalicza się 38 opisanych gatunków:

- Bethylus amoenus Fouts, 1928
- Bethylus amplipennis (Motschulsky, 1863)
- Bethylus antipai Nagy, 1968
- Bethylus apteryx Kieffer, 1905
- Bethylus arcuatus Kieffer, 1905
- Bethylus boops (Thomson, 1862 [1861])
- Bethylus cenopterus (Panzer, 1801)
- Bethylus cephalotes (Förster, 1860)
- Bethylus coniceps (Kieffer, 1904)
- Bethylus decipiens (Provancher, 1887)
- Bethylus dendrophilus Richards, 1939
- Bethylus dubius (Kieffer, 1904)
- Bethylus formicarius (Panzer, 1806)
- Bethylus fuscicornis (Jurine, 1807)
- Bethylus fuscipennis Klug, 1810
- Bethylus gaullei Kieffer, 1905
- Bethylus gestroi (Kieffer, 1904)
- Bethylus hamatus Kieffer, 1905
- Bethylus hemipterus (Panzer, 1801)
- Bethylus himalayanus Terayama, 2004
- Bethylus hyalinus (Marshall, 1874)
- Bethylus latus Wollaston, 1858
- Bethylus linearis Wollaston, 1858
- Bethylus lineatus Kieffer, 1905
- Bethylus mandibularis (Kieffer, 1904)
- Bethylus musculus Say, 1836
- Bethylus nitidus (Thomson, 1862 [1861])
- Bethylus nudipennis Klug, 1810
- Bethylus paradoxus Nagy, 1970
- Bethylus pilosus (Kieffer, 1904)
- Bethylus punctatus Latreille, 1804
- Bethylus ruficornis Klug, 1810
- Bethylus rufipes (Kieffer, 1904)
- Bethylus sarobetsuensis Terayama, 2006
- Bethylus shigaensis Terayama, 2006
- Bethylus sinensis Xu, He & Terayama, 2002
- Bethylus struvei Szelenyi, 1941
- Bethylus tenuis Wollaston, 1858